# Let American Airlines 587
Let American Airlines 587 byl pravidelný mezinárodní osobní let společnosti American Airlines obsluhovaný letadlem Airbus A300B4-605R, který se v důsledku nesprávných zásahů do řízení dne 12. listopadu 2001 krátce po vzletu zřítil do čtvrti Belle Harbour v americkém New Yorku. Let začal na mezinárodním letišti Johna F. Kennedyho a měl skončit na mezinárodním letišti Las Américas v Santo Domingu, hlavním městě Dominikánské republiky.
Nehodu nepřežilo všech 260 lidí na palubě (251 cestujících a 9 členů posádky) a 5 lidí na zemi.  Jedná se o druhý nejsmrtelnější letecký incident týkající se letadla Airbus A300 a o druhou nejsmrtelnější leteckou nehodu v historii USA po letu American Airlines Flight 191 z roku 1979. 
Místo nehody a skutečnost, že k ní došlo pouhé dva měsíce po teroristických útocích ze dne 11. září na Světové obchodní centrum, které se nachází v nedalekém Manhattanu, zpočátku vyvolaly obavy z dalšího teroristického útoku. Národní rada pro bezpečnost dopravy (NTSB) nicméně vyšetřování uzavřela s tím, že nehodu způsobilo nadměrné používání kormidla ze strany prvního důstojníka v reakci na turbulence vyvolané letadlem Boeing 747-400 společnosti Japan Airlines, které vzlétlo o několik minut dříve. Podle NTSB agresivní použití kormidla prvním důstojníkem nadměrně zatěžovalo svislou ocasní plochu, dokud se z letadla neoddělila. Letadlo také v důsledku nehody ztratilo dva své motory. 

## Letadlo a posádka

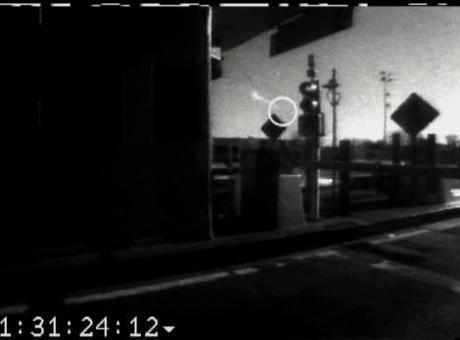
Klesající let 587 (bíle zakroužkovaný) zachycený v 9:16:06, za kterým je bílá čára. Záznam byl pořízen kamerou mýtné brány Marine Parkway - Gil Hodges Memorial Bridge

Havarované letadlo Airbus A300B4-605R, imatrikulace N14053, bylo společnosti American Airlines dodáno v roce 1988. V den nehody bylo konfigurované jako dvoutřídní letadlo s místem pro 251 pasažérů (16 v business třídě a 235 v ekonomické). Letadlo bylo poháněno dvěma motory společnosti General Electric CF6. Na palubě bylo sedm letušek, 251 pasažérů a dva piloti: kapitán Edward States (42 let) a první důstojník Sten Molin (34 let). V době nehody letadlo pilotoval první důstojník Molin.

## Nehoda
Letadlo pojíždělo na dráhu 31L těsně za Boeingem 747-400 společnosti Japan Airlines (JAL), které se připravovalo na vzlet. Letu JAL bylo v čase 9:11:08 vystaveno povolení ke vzletu. V čase 9:11:36 pak řídící letového provozu varoval let 587 o možné turbulenci v úplavu vyvolané předešlým letem JAL.
Letu 587 bylo povolení ke startu vystaveno v čase 9:13:28 a let 587 tak asi minutu a 40 sekund po letu JAL opustil vzletovou dráhu. Letadlo následně vzlétlo do výšky 500 stop (150 m). V čase 9:15:00 kapitán sdělil letovému dispečeru, že letoun dosáhl výšky 1 300 stop (400 m) a stoupá na 5 000 stop (1 500 m). Dispečer letadlu nařídil stoupnout až do výšky 13 000 stop (4 000 m) a tuto výšku si následně udržet. Záznamník letových údajů (FDR) ukázal, že letadlo začalo mít problémy v čase 9:15:36, kdy vletělo do turbulence v úplavu vyvolané letem JAL před ním. V reakci na novou vlnu turbulence se kopilot Molin snažil znovu získat kontrolu nad letadlem pomocí opakovaného pohybu kormidlem z jedné krajní polohy do druhé, což způsobilo skluz (boční pohyb letadla). Síla, která na ocasní plochu začala působit, způsobila porušení spojů ocasní plochy s trupem letadla. Následně se od letadla ocasní plocha oddělila a spadla do zálivu Jamajka, asi kilometr severně od hlavního místa nehody.
Letadlo začalo po ztrátě ocasu prudce klesat. Díky snaze pilotů znovu získat kontrolu nad strojem začalo letadlo rovněž rotovat. Rotací způsobené aerodynamické síly způsobily odtržení obou motorů, které spadly několik bloků od hlavního místa nehody, a vážně poškodily jeden dům a benzinovou stanici. Záznamník letových údajů (FDR) přestal fungovat v čase 9:16:01, hlasový záznamník pak o 13 vteřin později, v okamžiku nárazu letadla do země.

## Vyšetřování

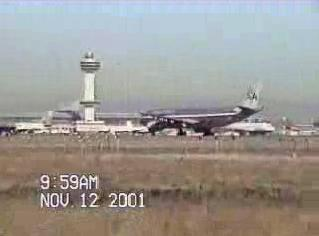
Havarované letadlo pojíždí na dráhu 31 (8:59 hodin). (Čas zobrazený na obrázku je o hodinu posunutý kvůli letnímu času).

### Počáteční obavy z terorismu
Jelikož k nehodě došlo pouhé dva měsíce po útocích z 11 září, a došlo k ní rovněž v New Yorku, okamžitě po nehodě došlo k evakuaci důležitých budov města, včetně Empire State Building a sídla Spojených národů. V prvních měsících po nehodě kolovaly zvěsti, že byla způsobená teroristy.

### Vyšetřování NTSB
V den nehody zahájila Národní rada pro bezpečnost v dopravě (NTSB) vyšetřování příčiny nehody. Během následujících tří měsíců vyslechli 349 svědků a sesbírali a prozkoumali části vraku letadla. Havarované letadlo A300 se krátce po vzletu dostalo do turbulencí v úplavu vyvolané předešlým letadlem společnosti Japan Airlines. První důstojník, který v době nehody letadlo pilotoval, se pokusil letadlo stabilizovat agresivním pohybem kormidla. To silně zatížilo ocasní plochu letadla, a způsobilo její odtržení. NTSB uzavřela vyšetřování se závěrem, že nehoda byla způsobena "nepotřebnými a extrémními" zásahy prvního důstojníka do řízení, a nikoliv turbulencí vyvolanou předcházejícím letem. NTSB dále uvedla, že kdyby první důstojník přestal vydávat povely kormidlu, letadlo by se samo stabilizovalo. K nehodě dále přispěla citlivost řízení letadla Airbus A300-600 a školení pro piloty společnosti American Airlines, které učilo přesně tento způsob řešení turbulencí v úplavu.
Nehoda byla pozorována stovkami lidí, 349 podalo svědectví NTSB. Asi polovina (52 %) z nich spatřilo požár nebo výbuch předtím, než letadlo spadlo na zem. Další uvedli, že se z letadla oddělilo křídlo (ve skutečnosti šlo právě o ocasní plochu).

#### Nálezy NTSB
Podle oficiálního vyšetřování první důstojník několikrát posunul kormidlo z jedné krajní polohy do druhé, což způsobilo pohyb letadla ze strany na stranu. To pak vyvolalo silnou aerodynamickou sílu působící na ocasní plochu, která se následně od letadla oddělila. Pokud by první důstojník přestal s kormidlem pohybovat kdykoliv před oddělením-se ocasní plochy, letadlo by se samo stabilizovalo. Studie odolnosti letadla ukázala, že aerodynamické síly působící na ocasní plochu dosáhly 903 kN, což znamená, že ocasní plocha vydržela daleko více, než v manuálu letadla uváděných 450 kN. NTSB uzavřela, že ocasní plocha byla vyrobena v souladu se specifikacemi a certifikačními pravidly.
K nehodě přispěly také další faktory. Společnost American Airlines nesprávně učila piloty při turbulencích použít kormidlo, což způsobilo, že první důstojník nesprávně pochopil reakci letadla na posun kormidla z krajních poloh ve vysoké rychlosti.
Většina letadel vyžaduje, aby se na pedály kormidla ve vyšší rychlosti vyvolal vyšší tlak, než kterého je zapotřebí při nižších rychlostech. Airbus A300 fungoval opačně, a dle NTSB tak byl zranitelný vůči přehnaným zásahem do kormidla. Asociace pilotů American Airlines uvedla, že Airbus měl na nezvyklou citlivost kormidla upozornit letecké společnosti.
Po vydání zprávy NTSB společnost American Airlines upravila svá školení pro piloty.

## Oběti
| Národnost              | Pasažérů | Členů posádky | Ostatní | Celkem |
| ---------------------- | -------- | ------------- | ------- | ------ |
| Spojené státy          | 176      | 9             | 5       | 190    |
| Dominikánská republika | 68       | -             | -       | 68     |
| Tchaj-wan              | 3        | -             | -       | 3      |
| Francie                | 2        | -             | -       | 2      |
| Haiti                  | 1        | -             | -       | 1      |
| Izrael                 | 1        | -             | -       | 1      |
| Celkem                 | 251      | 9             | 5       | 265    |

Všech 260 lidí na palubě (251 pasažérů a 9 členů posádky) při nehodě zahynulo. Zahynul také jeden pes v zavazadlovém prostoru. Při nehodě dále přišlo o život pět kolemjdoucích a jeden pes na zemi. Jednou z obětí nehody je sovětský umělec Ašot Melikjanyan.